# Draft lottery
 (signalé en juin 2025).
Si vous disposez d'ouvrages ou d'articles de référence ou si vous connaissez des sites web de qualité traitant du thème abordé ici, merci de compléter l'article en donnant les références utiles à sa vérifiabilité et en les liant à la section « Notes et références ».
- Archive Wikiwix
- Bing
- Cairn
- DuckDuckGo
- E. Universalis
- Gallica
- Google
- G. Books
- G. News
- G. Scholar
- Persée
- Qwant
- (zh) Baidu
- (ru) Yandex
- (wd) trouver des œuvres sur Wikidata

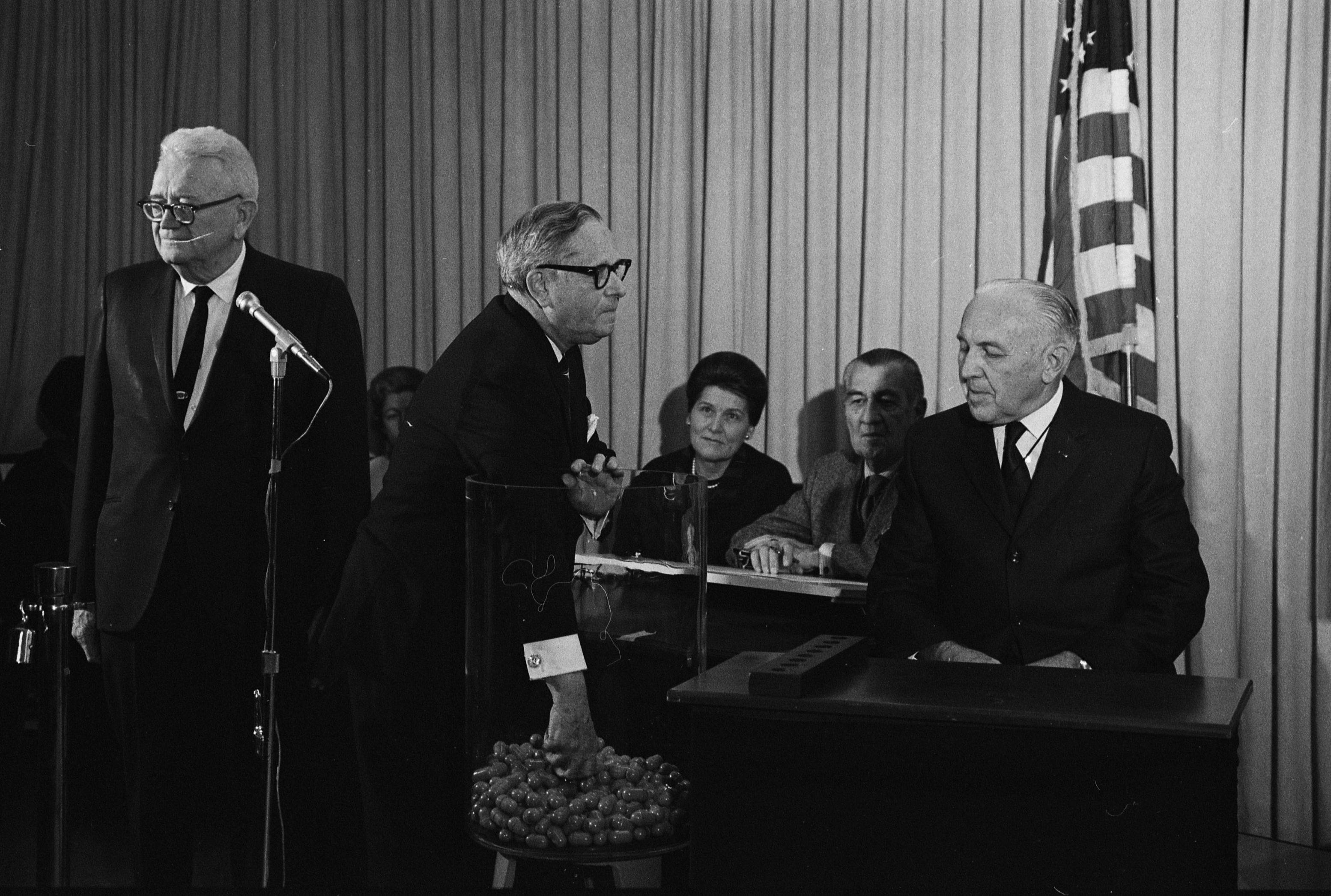
Le représentant Alexander Pirnie tirant la première date.

La Draft lottery désigne deux « loteries » organisées le 1er décembre 1969 par le Selective Service System des États-Unis pour déterminer l'ordre de conscription au service militaire pendant la guerre du Viêt Nam en 1970.
C'est la première fois qu'un système de loterie est utilisé pour sélectionner les hommes pour le service militaire aux États-Unis depuis 1942 (Seconde Guerre mondiale) et pour établir la priorité d'appel en fonction des dates de naissance des inscrits nés entre le 1er janvier 1944 et le 31 décembre 1950. Il avait été aussi utilisé pour la Première Guerre mondiale.